# Bibiano Zapirain
Bibiano Zapirain (Tomás Gomensoro, 2 dicembre 1919 – Bogotà, 2 dicembre 2000) è stato un calciatore uruguaiano.

## Caratteristiche tecniche
Giocava come ala sinistra; aveva però iniziato come centravanti. Dotato di buona forza fisica e affinate capacità tecniche, le sue principali caratteristiche erano la velocità di corsa e il tiro, potente e preciso. Grazie alla sua abilità nelle conclusioni era in grado di segnare anche da grande distanza. Oltre al tiro, Zapirain possedeva anche una buona visione di gioco, che gli consentiva di effettuare precisi passaggi ai compagni meglio posizionati, fornendo molti assist; era in grado di crossare con precisione per i colpi di testa del centravanti. Era anche bravo nell'esecuzione dei calci d'angolo a girare. Con l'avanzare degli anni in lui emerse una certa indolenza, e si appesantì nel fisico.

## Carriera

### Club
Zapirain crebbe calcisticamente nel Club Sportivo Colón, società dilettantistica di Tomás Gomensoro, sua cittadina natale. Nel 1937 viene convocato nella Selezione del dipartimento di Artigas, con cui prende parte, a 18 anni, al Torneo del Litoral, giocando come centravanti. Nel 1939 milita, per un breve periodo, nel club brasiliano del Grêmio Esportivo Bagé prima di passare al Nacional nel 1940. Giunse al club di Montevideo come giocatore di nazionalità brasiliana, dato che proveniva dal Bagé; alla sua prima stagione con il club ottiene il titolo nazionale, componendo la Prima linea insieme a Luis Ernesto Castro, Aníbal Ciocca, Atilio García e Roberto Porta. Replicò le vittorie anche nelle tre stagioni successive, dal 1941 al 1943; in quattro annate vinse pertanto altrettanti titoli nazionali. Proseguì con il Nacional fino al 1946, anno in cui si trasferisce all'Italia, all'Inter, che acquista insieme a Zapirain anche altri sudamericani, gli argentini Bovio e Cerioni e gli uruguaiani Pedemonte e Volpi. Esordì in Serie A il 13 ottobre 1946 in Inter-Brescia 1-1. Alla prima esperienza in Europa, Zapirain giocò 33 incontri nella Serie A 1946-1947, segnando 7 volte. Nel 1947-1948 scese in campo in 25 occasioni, mettendo a segno 11 gol. L'ultima partita da lui giocata in nerazzurro fu un Derby di Milano contro il Milan, l'11 aprile 1948. Tornò al Nacional nel 1949, vincendo un nuovo titolo nel 1950. Nel 1951 fu acquistato dal Cúcuta Deportivo per 3.000 dollari. Il Cúcuta si era, per quella stagione, assicurato molti giocatori uruguaiani: su 22 calciatori registrati nella rosa, 17 venivano dall'Uruguay. Zapirain segnò 22 reti, segnalandosi quale miglior elemento della squadra rosso-nera. Proseguì nel Cúcuta fino al 1952, anno in cui tornò al Nacional: in quell'anno l'ala sinistra raccolse le sue ultime presenze nel club di Montevideo, raggiungendo quota 190 partite, con 117 marcature. Rimase per la prima metà del 1953 in Venezuela, giocando per il Loyola Sport Club, squadra di massima serie; dall'agosto 1953 ritornò in Colombia, al Cúcuta. Proprio nel Cúcuta militò a lungo, continuando a giocare anche una volta passati i quarant'anni: nel 1961 iniziò la sua ultima stagione da giocatore, dapprima con il Cúcuta e, per 5 partite, con l'Atlético Bucaramanga; con la maglia di questa squadra realizzò una doppietta contro l'Independiente Medellín il 3 dicembre 1961.

### Nazionale
Esordì in Nazionale il 10 gennaio 1942, nella partita tra Uruguay e Cile valida per il Campeonato Sudamericano de Football 1942: al 37º minuto realizzò anche la sua prima rete internazionale. Per tutta la manifestazione fu l'ala sinistra titolare della selezione celeste; tornò in gol alla seconda presenza, nel 7-0 sull'Ecuador, segnando al 1º minuto. Il suo gol del 7 febbraio contro l'Argentina risultò capitale: permise difatti all'Uruguay di vincere la partita e, insieme al singolo incontro, anche il trofeo, grazie ai 12 punti ottenuti, contro i 10 dell'Argentina. Zapirain disputò altri due incontri nell'anno solare 1942: uno il 25 maggio contro l'Argentina (Copa Newton) e uno il 12 agosto, sempre contro l'Argentina (Copa Lipton). Aprì il 1943 partecipando alla Copa Héctor Gómez il 28 marzo contro l'Argentina; scese poi in campo il 4 aprile, affrontando nuovamente i rivali bianco-celesti. Nel 1944 giocò un singolo incontro, il 29 gennaio con l'Argentina. Nel 1945 fu nuovamente convocato per il Campeonato Sudamericano, in cui esordì il 24 gennaio contro l'Ecuador. Giocò 4 partite su 6, senza segnare. Chiuse poi l'anno con 2 ulteriori presenze internazionali: una il 18 luglio contro l'Argentina (Copa Lipton), l'altra il 15 agosto, ancora con l'Argentina, per la Copa Newton. Nel 1946 giocò le sue ultime 4 partite in Nazionale, tutte al Campeonato Sudamericano di quell'anno: l'incontro del 2 febbraio 1946 con l'Argentina chiuse la sua carriera nella Nazionale uruguaiana. In un referendum indetto nei primi anni ottanta dal maggiore quotidiano di Montevideo sulla formazione ideale di tutti i tempi dell`Uruguay, Zapirain è stato inserito negli undici, all`ala sinistra.

## Palmarès

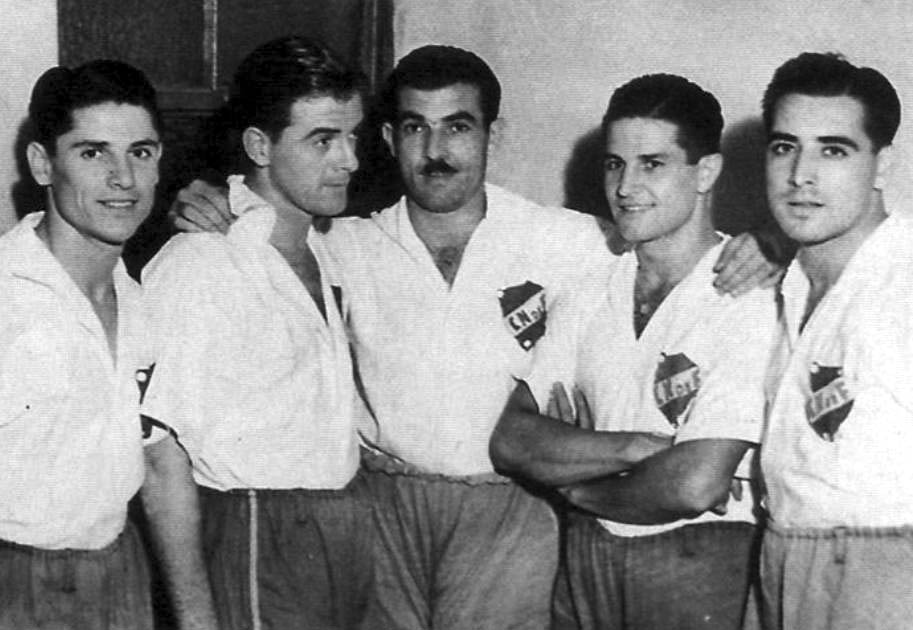
Bibiano Zapirain (ultimo a destra) con Volpi, Ciocca, García e Ballesteros, goleador del Nacional

### Club

#### Competizioni nazionali
- Campionato uruguaiano: 6

Nacional: 1940, 1941, 1942, 1943, 1950, 1952

### Nazionale
- Campeonato Sudamericano de Football: 1

Uruguay 1942